# Don Constantine
Don Constantine est le dernier roi du royaume de Jaffna, dans l'actuelle province du Nord du Sri Lanka.
Il était un enfant qui servait de marionnette pour l'Empire portugais. Son règne a duré de 1619 à 1624. Il a été remplacé par Filipe de Oliveira, en tant que capitaine du donataire, et par Constantino de Sá de Noronha en tant que gouverneur du Ceylan portugais.